# Victor Mihali

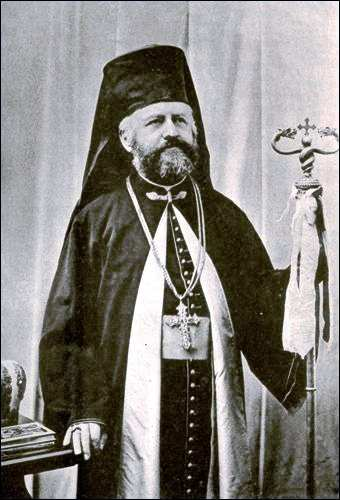
Erzbischof Victor Mihályi de Apsia

Victor Mihali, auch Victor Mihályi de Apsia (* 19. Mai 1841 in Ieud, Komitat Marmarosch, Ungarn, heute in Rumänien; † 21. Januar 1918 in Blaj), war rumänisch-griechisch-katholischer Erzbischof von Făgăraș und Alba Iulia.

## Leben
Nach der Grundschule seines Heimatorts besuchte er das Piaristen-Gymnasium in Oradea; nach dem Abitur studierte er in Trnava und Košice. Der Bischof von Gherla, Ioan Alexi, schickte ihn zum Studium der Theologie an das Päpstliche Griechische Kolleg vom Hl. Athanasius in Rom und als Stipendiat der Stiftung Pius IX.’ „Für die Rumänische Kirche“ an die Päpstliche Universität Urbaniana, wo er 1863 zum Doktor der Theologie promovierte. Am 8. November 1863 wurde er in der Kirche des Päpstlichen Griechischen Kollegs vom Hl. Athanasius von Stefan Missir, dem Titularbischof von Irenopolis in Cilicia, zum Priester des Zölibats geweiht. Im April 1864 wurde er zum Präfekten und am 1. Oktober 1864 zum Professor für Kirchengeschichte und Kirchenrecht am Theologischen Seminar in Gherla ernannt.
Am 25. November 1874 wurde er per kaiserlichem Dekret zum Bischof von Lugoj ernannt und am 21. Dezember 1874 von Papst Pius IX. bestätigt. Konsekriert wurde er am 14. Februar 1875 in der Dreifaltigkeits-Kathedrale von Blaj durch den Metropolitan-Erzbischof von Făgăraș und Alba Iulia Ioan Vancea. In der Kathedrale von Lugoj wurde er am 7. März 1875 in sein Bistum installiert. Er visitierte über einhundert Pfarreien, berief 1882 und 1883 Diözesansynoden ein.
Am 15. November 1894 wurde er zum Erzbischof von Făgăraş und Alba Iulia ernannt. Diese Ernennung wurde am 18. März 1895 von Papst Leo XIII. bestätigt. Die feierliche Inthronisation in der Kathedrale von Blaj fand am 26. Mai 1895 statt.
Nicht mehr erleben durfte er die Errichtung der „Großen Union der Nation“, die Vereinigung Siebenbürgens mit den bereits 1859 vereinigten Fürstentümer Moldau und Walachei, am 1. Dezember 1918 für die er sich eingesetzt und gekämpft hatte. Er starb am 21. Januar 1918 und wurde in der Krypta der Kathedrale von Blaj beigesetzt.